# لواء الحشمونائيم
لواء الحشمونائيم (بالعبرية: חטיבת החשמונאים) هو وحدة مشاة تابعة لجيش الدفاع الإسرائيلي تحت قيادة سلاح التعليم والتدريب. أُنشئ هذا اللواء لاستيعاب الجنود اليهود الحريديم، الذين كانوا في السابق معفيين من التجنيد في إسرائيل. يجري حاليًا ترتيب وتنظيم اللواء بقيادة العقيد أفينوعام إيمونه، ومن المتوقع أن يصل قوامه إلى 4,000 جندي.
تُصرح وزارة الدفاع الإسرائيلية بأن هذه الوحدة مخصصة للجنود العازبين أو المتزوجين الذين يرغبون في الحفاظ على نمط حياتهم الحريدي أثناء الخدمة العسكرية، مع إمكانية الجمع بين الدراسة الدينية والخدمة العسكرية.
يخضع الجنود المجندون لتدريب عسكري مكثف لمدة 8 أشهر، يشمل مهارات القتال الفردي، التخفي، القتال في المناطق المفتوحة، والعمليات الليلية. يُطلب من المجندين التوقيع على وثيقة تلتزم بالحياة الدينية وفقًا للشريعة اليهودية، بما في ذلك إطالة اللحية، الحفاظ على البيوت، الامتناع عن الألفاظ النابية، والالتزام بزي متوافق مع الشريعة اليهودية.

## التنظيم
اعتبارًا من 5 يناير 2025، تم تجنيد 50 جنديًا من الحريديم في اللواء بنجاح.